# メディアコンバーター

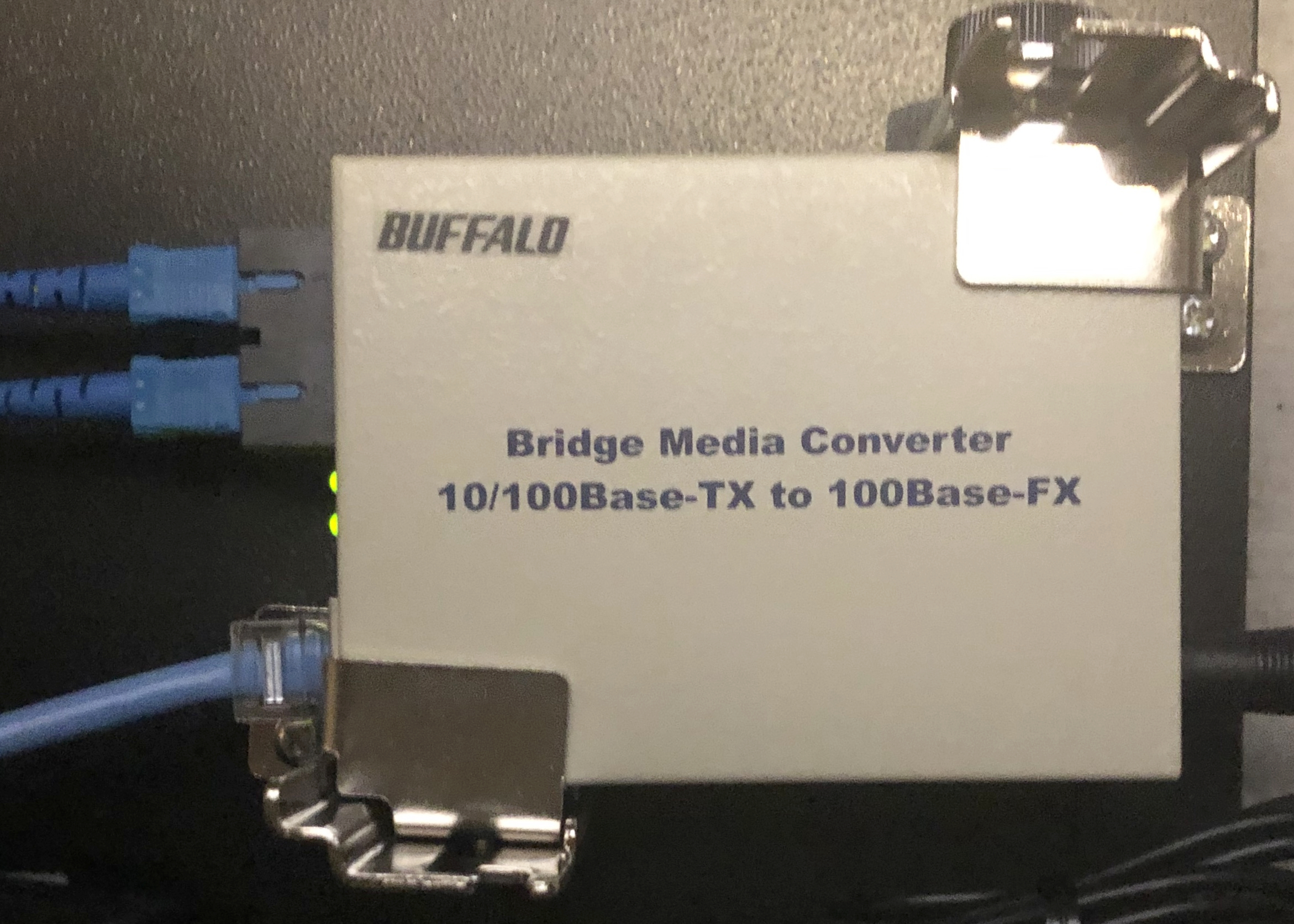
メディアコンバーター

メディアコンバーター（英:en:Fiber media converter）は、メディコン、MCとも呼ばれるコンピュータネットワーク機器である。

## 概要
1990年代に登場し、2種類の異なるメディア（通信媒体)、主にメタルケーブル（電気通信）と光ファイバーケーブル（光通信）を相互接続するためのネットワーク機器である。
用途としては伝送距離の延長を必要とする大都市圏ネットワーク（MAN）から広大な敷地を持つ企業、大学等の建物間で利用される。
メディアコンバーターの種類には、ネットワーク管理機能を備えた高密度のシャーシシステム、スタンドアロンデバイス、拡張カードデバイス等がある。一部のデバイスでは、SNMP（Simple Network Management Protocol）、リンクステータスのプロアクティブ管理（光ファイバー切断やリンク損失の監視）、ネットワークマネージャーへのトラップ通知も行う。

## メディア変換タイプ
メディアコンバーターは、イーサネット、100メガビット・イーサネット、ギガビット・イーサネット、T1/E1/J1、DS3/E3、同軸ケーブル、ツイストペアケーブル等に対応する。
光ファイバーのモードはマルチモード、シングルモード。芯数は1芯タイプもしくは2芯タイプ。複信も半二重通信、全二重通信。コネクタの形状も様々な種類が存在する。通信速度、通信距離などメディアコンバーターを対向に接続するにはそれらの種類が一致しているか考慮しなければならない。

## 主なメーカー
- アライドテレシス
- サンワサプライ
- コンテック
- 精工技研
- 大電
- バッファロー
- パナソニックLSネットワークス
- ヒューマンデータ
- フジクラソリューションズ
- ブラックボックスコーポレーション
- ミスミ
- Advantech
- FXC
- NTTエレクトロニクス
- MOXA
- TP-LINK
- 株式会社ピーエスアイ
- EtherWAN
- ダイヤトレンド株式会社